# NGC 2614
NGC 2614 (również PGC 24473 lub UGC 4523) – galaktyka spiralna (Sc), znajdująca się w gwiazdozbiorze Wielkiej Niedźwiedzicy. Odkrył ją Heinrich Louis d’Arrest 1 grudnia 1863 roku.